# 喬氏珍燈魚
喬氏珍灯鱼（学名：Lampanyctus jordani）为輻鰭魚綱燈籠魚目灯笼鱼科的其中一種。分布于北太平洋區，包括白令海及鄂霍次克海海域，為深海魚類，棲息深度0-3400公尺，體長可達14公分。

## 外部連結
- 喬氏珍灯鱼的圖片（页面存档备份，存于）

## 扩展阅读
維基物種上的相關：喬氏珍灯鱼